# Prose (musique)
La prose signifie, dans le domaine musical, soit une forme de chant ancien, soit un genre de chant liturgique syllabique.
D'une part, il s'agit d'un chant, normalement chant liturgique, selon le texte en prose et donc le rythme verbal. La plupart des chants grégoriens furent composés en cette façon.
D'autre part, la prose est un chant équivalant à la séquence, normalement exécutée après l'alléluia mais parfois avant. En raison d'une confusion considérable, elles devinrent quasiment synonymes.
Il faut distinguer strictement ces deux catégories, le chant en prose et la prose, car, leurs caractéristiques sont presque opposantes. 

## Chant en prose

### Terme
Le terme prose se trouve, initialement, dans l'écriture de Quintilien, au Ier siècle, et signifiait « forme de discours non assujetti aux règles de la poésie ». Puis, au Ve siècle, l'emploi en tant qu'adjectif prosus, prosa, prosum fut établi pour le sens direct, sans détour. L'auteur était Avianus.
Donc, il s'agissait d'abord d'une forme de discours oral ou écrit. L'usage de prose dans la langue française apparut vers 1265, exactement avec cet emploi. 
Le terme devint également celui du domaine musical, comme synonyme de in directum en latin, qui signifie la pièce chantée d'un bout à l'autre, sans reprises, sans refrain,. Mais, on ignore quand cet emploi apparut.
En revanche, dans d'autres sens, le mot prose signifiait anciennement « psaume non canonique ou cantique chanté au VIe siècle par les fidèles en versets alternés (latin vulgaire et grec) avec des antiennes-refrains ». Puis, dans la première moitié du XIVe siècle, celui-ci indiquait « hymne latine qui se chant aux messes solennelles après le graduel. ». Dans le contexte musical, il y a donc une ambiguïté considérable.

### Chant grégorien

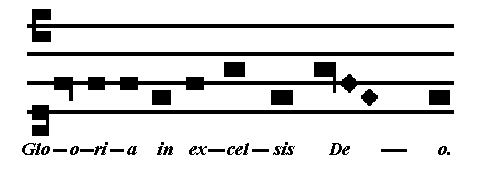
La forme en prose est idéalement adaptée au rythme verbal, notamment celui du chant grégorien.

La plupart des chants grégoriens authentiques furent composés, aux IXe et Xe siècles, sous influence de la Renaissance carolingienne, un grand mouvement culturel distingué de la latinité. D'où, sa composition se caractérisait d'une particularité, à la différence de la musique contemporaine : le texte est le premier, la musique, secondaire. Mais, le mouvement fit achever une immense cohérence entre la qualité musicale et la liturgie.
Par conséquent, le rythme du chant grégorien reste celui du latin duquel l'accentuation dirige la composition mélodique. On l'appelle souvent rythme verbal. Certes, pour la facilité de composition, les artistes carolingiens profitaient des formules mélodiques qui pouvaient adapter aux mots. Toutefois, chaque terme tenait une mélodie différente, selon la composition de ses syllabes. C'est pourquoi, dans le chant grégorien, il n'existe pas de refrain. Il s'agit exactement d'un chant en prose. 
Les manuscrits peuvent présenter visiblement et plus facilement ce caractère grégorien. Ainsi, dans l'antiphonaire de Hartker (vers 1000), le meilleur antiphonaire grégorien, il y a 12 antiennes « Ô » dont 8 grandes antiennes romaines. Chaque antienne y possède sa mélodie particulière, étant donné que leurs textes sont différents, à l'exception de la syllabe « Ô » ayant la même mélodie et pour laquelle le notateur écrit les neumes identiques [manuscrit en ligne].

### Hymne en prose
Dans le répertoire du chant grégorien, l'hymne reste problématique. Ce genre du chant mesuré duquel le texte aussi est mesuré est en effet la contradiction de la grammaire musicale du chant grégorien. Celles qui sont actuellement chantées ne sont autres que les hymnes versifiées y compris celles de saint Ambroise de Milan, certainement composées par cet évêque au IVe siècle, telle l'Æterne rerum Conditor. 
En fait, il existait quelques hymnes grégoriennes en prose, dans le répertoire du chant grégorien le plus ancien, qui furent composées selon le style des antiennes. Néanmoins, il semble que cette façon de composition ait été renoncée. De nos jours, il ne reste que trois hymnes en prose et en usage. Toutes les trois demeurent nonobstant très importantes dans la liturgie.
L'origine de ces trois hymnes est non seulement très ancienne mais également remonte avant la composition du chant grégorien. D'ailleurs, leurs mélodies ne furent enregistrées qu'au IXe ou Xe siècle, étant donné que les neumes n'existaient pas auparavant. C'est pourquoi on ne peut pas savoir facilement s'il y avait de modifications, lorsqu'elles furent intégrées dans le répertoire du chant grégorien. Quoi qu'il en soit, les hymnes grégoriennes les plus anciennes respectent la forme en prose, à la différence des hymnes ambrosiennes. 

#### Gloria in excelsis Deo

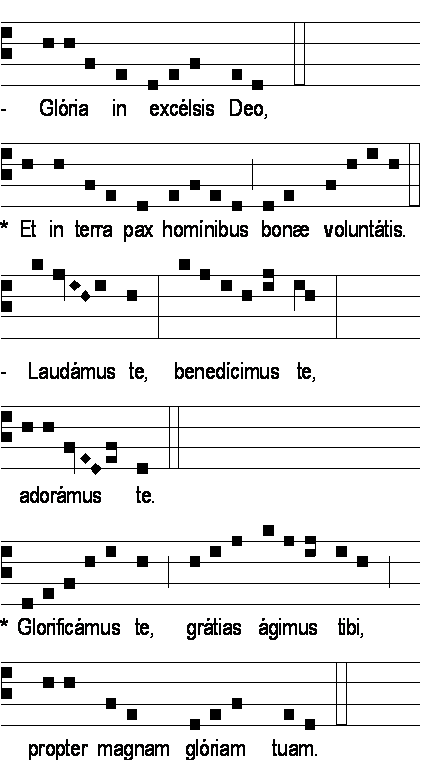
Quand bien même cette Gloria VIII, la plus récente dans le graduel romain, aurait été composée au XVIe siècle, la composition en prose est effectivement respéctée.

Chantée le dimanche, lors de la célébration de la messe, la Gloria était initialement une hymne en prose réservée aux laudes : manuscrit Saint-Gall 20, Psalterium Gallicanum avec Cantica, dit Psautier de Wolfcoz (vers 820 - 830), folio 356 [manuscrit en ligne : HYMNUS ANGELICIS LAUDIBUS... Gloria in excelsis Deo & in terra pax ...]. Il s'agit du manuscrit le plus ancien de l'hymne grégorienne de Gloria.
Il existerait deux raisons pour lesquelles l'hymne Gloria restait en prose, malgré l'existence d'un grand nombre d'hymnes versifiées à partir du IVe siècle. D'une part, la Gloria se commence exceptionnellement avec un texte biblique. Selon Dom Daniel Saulnier de Solesmes, la mentalité des religieux médiévaux était différente de celle de nos jours : une fois écrit, le texte biblique devait être fixé, car il s'agit du texte sacré. Il semble que ce texte (Bible Segond 1910/Évangile selon Luc 2,14) ait empêché la transformation du texte en prose en chant mesuré. D'autre part, il est certain qu'il existait pareillement l'hymne Gloria byzantine en Orient. Des documents, tardifs, indiquent que le texte en grec remontrait au IIe siècle ou au moins au IVe siècle selon les documents sûrs. Si la version byzantine était originaire, la version en latin serait ses traduction et paraphrase.
En effet, dans plusieurs manuscrits grégoriens aux IXe et Xe siècles, il existe une Gloria particulière, appelée par les musicologues Gloria A ou Gloria primus. Celle-ci se caractérise de sa composition mélismatique et était distinguée de versions suivantes, syllabiques et neumatiques. En raison de cette particularité, les spécialistes considèrent qu'il s'agit d'une œuvre issue de la musique byzantine. Comme le chant mélismatique ne peut pas être chant versifié, son texte doit être en prose. Il est assez probable que les versions grégoriennes actuelles succédèrent à ce prototype en gardant son texte.      
Par ailleurs, cette hymne possède non seulement la même structure, en prose, avec la Te Deum, mais également les mêmes matériaux, partiellement. Il s'agit des versets XXIV, XXV et XXVI de la Te Deum (de Per singulos à peccato nos custodire). Ces éléments se trouvent dans quelques manuscrits en grec ainsi qu'en latin de la Gloria. Il est possible qu'il existât un lien intime. La troisième partie de la Te Deum se compose des extraits du psaume, textes bibliques.
Les périodes de la composition de la Gloria in excelsis Deo en tant que chant monodique variaient énormément. Nonobstant, selon les mélodies enregistrées à partir du IXe siècle grâce aux neumes, toutes les Gloria dans le graduel romain du Saint-Siège respectent toujours la structure en prose, quelle que soit la période de composition : de la Gloria XV au Xe siècle jusqu'à la Gloria VIII (à droite) au XVIe siècle.

#### Te Deum
Cette hymne était faussement attribuée à saint Ambroise de Milan ainsi qu'à saint Augustin d'Hippone, et liée au baptême de ce dernier.
Toutefois, l'œuvre manque de refrain et de rime, caractéristiques typiques des pièces de saint Ambroise. D'ailleurs, au regard du triple Sanctus, le troisième possède une mélodie différente. Cette pièce est donc loin d'être hymne ambrosienne. Selon les études récentes et approfondies, analysant attentivement le texte et le mode employé, il devint évident que l'hymne avait successivement été composée, au moins par trois auteurs. Aujourd'hui, la dernière rédaction est attribuée à Nicétas de Rémésiana († 414 ?) :
1. Te Deum - Palaclitum Spiritum :
louange trinitaire destinée au Père / corde-mère Ré, proche de la modalité archaïque ;
2. Tu rex gloriæ, Christe -  sanguine redemisti :
louange au Christ rédempteur / corde-mère Ré, mais avec principaux degrés différents ;
3. Æterna fac cum sanctis[cg 2] - non confundar in æternum :
versets de psaumes[8] / corde-mère Mi.
  1. Per singulos dies ... : psaume 145 (144), verset II
  2. Dignare Domine ... : non biblique
  3. Miserere nostri Domine ... : psaume 123 (122), verset III
  4. Fiat misericordia tua, Domine, ... : psaume 33 (32), verset XXII
  5. In te, Domine ... : psaume 31 (30), verset II

Ainsi, en évitant des répétitions, les auteurs accrurent-ils cette hymne, avec de différents morceaux. Il s'agit parfaitement d'un chant en prose ou in directum en latin. Si l'on appelle sa structure centonisation ou rapiéçage musicale selon un jargon des liturgistes et des musicologues, il s'agit indiscutablement d'un chef-d'œuvre liturgique.      
- Te Deum (ton simple) avec notation en quatre lignes, exécution par la Schola Sanctæ Scholasticæ
[écouter en ligne]
(Il existe deux versions officielles, ton simple et ton romain, à savoir version ecclésiastique)[10].
Il faut remarquer une formule dans la notation de cette exécution (La - si - Do), qui se trouve, par exemple, à « laudámus » au début ainsi qu'aux deux premiers « Sanctus ». Il s'agit des syllabes accentuées et importantes. La forme spécifique de ces notes est inspirée du neume sangallien, quilisma-pes, employé dans les notations anciennes. Ce neume exprime une preuve authentique du chant grégorien, et donc non chant ambrosien. Il est probable que cet ornement musical fut attaché, lorsque la Te Deum avait été ajoutée dans le répertoire grégorien[11].

#### Te decet laus
L'hymne Te decet laus est au contraire une louange très courte. Si saint Benoît de Nursie († 547) ne laissa aucun commentaire au regard de la composition, l'auteur peut être attribué, de nos jours, à ce fondateur de l'ordre de Saint-Benoît. Le compositeur de celui-ci aussi profitait une ancienne hymne en grec et issue de la liturgie byzantine. Dans sa règle de saint Benoît (vers 530), il précisait l'emploi des deux hymnes en prose :

« après la quatrième réponse commencera l'hymne Te Deum laudamus laquelle étant terminée, l'abbé lira la leçon de l'Évangile, tous se tenant debout avec respect et crainte religieuse, et à la fin tous répondront Amen. Et aussitôt l'abbé entonnera l'hymne Te decet laus. Et la bénédiction étant donnée, ils commenceront l'office du matin. »

— Règle de saint Benoît, chapitre X, Comment célébrer les vigiles du dimanche
D'où, ces hymnes en prose demeurent toujours très importante dans les offices solennels jusqu'ici.
Par ailleurs, il faut adopter absolument la première version, chant grégorien authentique [notation en ligne]. En effet, la deuxième, fréquemment imprimée au XXe siècle , n'est autre qu'un chant néo-grégorien, composé au XVIIe siècle par les Mauristes. 
Ainsi, dans l'Antiphonarium officii pars æstivalis (un manuscrit cistercien, vers 1201 - 1225, vraisemblablement issu de l'abbaye de Pontigny), la hymnus Te Deum est exactement suivie de celle de Te decet laus, version authentique [manuscrit en ligne]. Par ailleurs, il est également intéressant que, dans le Psalterium Gallicanum avec Cantica, folios 354, 355 et 356 (vers 820 - 830), toutes les trois hymnes grégoriennes en prose se trouvent successivement [manuscrit en ligne].

## Prose en tant que chant syllabique
La prose est un chant syllabique en refrain, étroitement lié à l'alléluia, également appelé séquence.

### Terme
Parfois, on mentionne la même origine du mot pour le chant en prose et la prose, issue du discours libre. Cependant, dans la deuxième catégorie, les premiers emplois restent dans le flou.
L'origine du mot prose serait, d'une part, le latin prosules (utilisé dans des manuscrits et toujours pluriel). Ainsi, la musicologue Marie-Noëlle Colette emploie ce terme au lieu de prose ou de séquence : « Sur les rapports entre la syllabisation des mélismes dans les prosules et la transcription rythmique des alleluias et de leurs versets, on ne peut encore tirer les conclusions ». Il est indiscutable qu'elle l'utilise pour le chant dans cette catégorie.
Mais d'autre part, Dom Robert Le Gall adopte un autre terme prorsus signifiant « tournée en avant » (pro (en avant) et vorsus (tourné)). En effet, le lien entre le mot actuel prose et le latin ecclésiastique prorsus fut effectivement établi.

### Origine

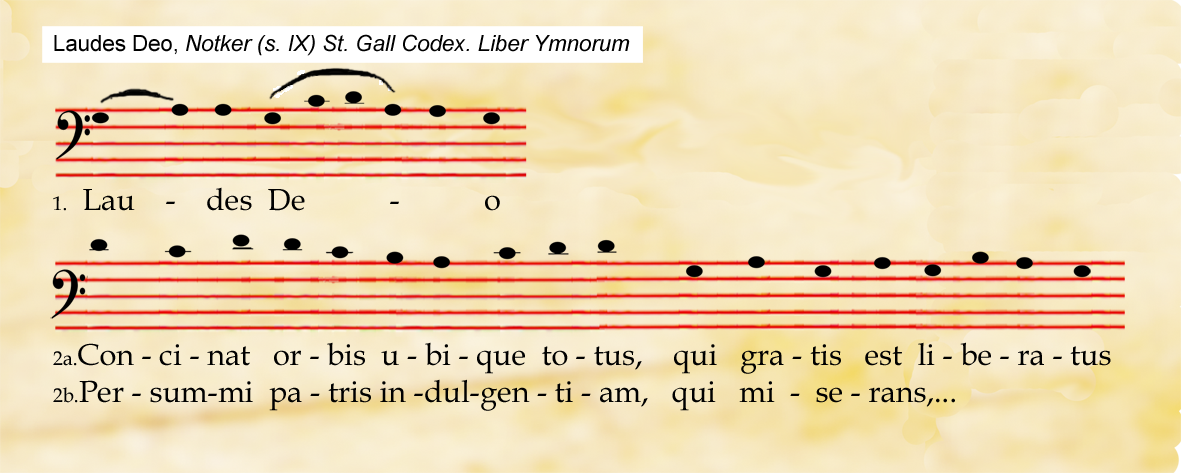
La première prose composée par Notker en notation contemporaine. Chant syllabique en refrain, telle l'hymne versifiée.
Cette notation moderne, qui n'est autre que la notation des notes égales, n'est par ailleurs correcte. Écouter en ligne les cinq exécutions, scientifiquement restaurées selon la notation ancienne dans laquelle les notes ne sont jamais égales (c'est-à-dire, à cette époque-là, syllabique ≠ notes égales).

Quelle que soit la dénomination, ce chant syllabique avec refrain pour soutenir le jubilus était mentionné par Notker le Bègue († 912), qui constata au milieu du IXe siècle quelques textes dans un antiphonaire issu de l'abbaye de Jumièges. Mais c'était ce moine sangallien qui établit le genre et de nombreuses notations sont effectivement conservées dans les monastères de la famille de Saint-Gall.
- Préface du Liber ymnorum (livre d'hymne) de Notker, dédiée à Liutward de Verceil (vers 884) [lire en ligne (traduction)]
- Exécution scientifique et artistique de cinq proses de Notker, à la suite d'une collaboration internationale [écouter en ligne, avec fac-similés en couleurs]
  - Dilecte Deo galle
  - Natus ante sæcula
  - Gaude Maria virgo
  - Sancti Spiritus assit nobis gratia
  - Congaudent angelorum chori

Chant entièrement syllabique, il est cependant certain que la prose en neumes conservait encore partiellement une caractéristique neumatique, à savoir une musique distinguant les notes importants (notamment indiquées de l'épisème) des notes moins importantes et secondaires, et rassemblait, par exemple, à la Gloria XV au-dessus. Mais, une fois la notation en neumes abandonnée, la nature de prose (séquence) devint différente du chant en prose tel le chant grégorien. Il s'agit désormais un plain-chant. De fait, avec la notation contemporaine au-dessus, il n'est pas possible à raffiner la mélodie.

### Confusion avec séquence
Ce chant, initialement appelé hymne à Saint-Gall, devint séquentia en succédant à ce que celui-ci avait soutenu ou remplacé. Auparavant, ce terme signifiait exactement le jubilus. Ainsi, Amalaire de Metz († 850) employait alleluia cum sequentia. On comprend que le mot plosules (proses) fût préféré afin d'éviter l'ambiguïté du terme sequénce, désormais possédant un double sens. En outre, on exécutait parfois ce chant avant l'alléluia et l'Évangile. De plus en plus, le terme prose s'employait davantage.
Même Dom Robert Le Gall, spécialiste de la liturgie de l'Église, détaille, dans son Dictionnaire de liturgie, tous ceux qui concernent sur la page de la Prose, et ne donne que la définition du mot au regard de la Séquence. On peut considérer qu'il s'agit des synonymes. De fait, Dom André Mocquereau à l'abbaye Saint-Pierre de Solesmes aussi traitait ces mots en tant que synonymes : « Les proses et les séquences, dont les mélodies se présentent sous forme de vocalises pures, ou soutenues par un texte purement syllabique ». 
Or, la prose n'existe plus formellement. Après la dernière réforme liturgique selon les vœux du concile Vatican II, seuls quatre chants dans cette catégorie restent officiellement en usage, depuis 1970. Les Victimæ paschali laudes, Veni Sancte Spiritus, Lauda Sion ainsi que Stabat Mater sont désormais fixées après l'exécution de l'alléluia. D'où, la dénomination séquence est de nouveau attribuée à celles-ci. Bien entendu, l'exécution avant l'alléluia ainsi qu'ancien répertoire demeurent toujours actifs dans certains établissements religieux conservant la tradition.

### Quelques exemples musicaux
Certes, certains compositeurs employaient la dénomination prose pour leurs œuvres. Mais, les textes ne sont autres que ceux du répertoire de la séquence traditionnelle. Deux manuscrits autographes suggèrent que la prose était, au XVIIe siècle en France, synonyme de la séquence.
- Tomas Luis de Victoria (1548 - † 1611), prose Dies iræ à 2 chœurs à 5 voix[20]
- Jean-Baptiste Lully (1632 - † 1687), motet Dies iræ (LWV64/1) [manuscrit autographe en ligne, intitulé Prose des morts. par mr de Lully. Dies Iræ]
- Marc-Antoine Charpentier (1643 - † 1704), motet Victimæ paschali laudes, 1671 (H. 13)
Le dimanche 29 mars 1671, ce motet de Charpentier fut exécuté, lors d'une célébration de Pâques. Le compositeur avait écrit son titre Prose Pour Le jour de Pasques [manuscrit autographe en ligne]. Il n'est pas certain que cette polyphonie fut chantée avant l'Évangile. D'ailleurs, il lassa également deux autres proses, traditionnellement trouvées dans le répertoire de la séquence[21] :
  - motet Prose des Morts (Dies iræ), H. 12 [écouter en ligne]
  - motet Prose du Saint Sacrement (Lauda Sion), H. 14

### Pour le chant en prose
- Prose
- Chant grégorien, Hymne

### Pour la prose syllabique
- Séquence (liturgie)